# Football League Two 2012-2013
La Football League Two 2012-2013, conosciuta anche con il nome di Npower League Two per motivi di sponsorizzazione, è stato il 55º campionato inglese di calcio di quarta divisione, nonché  il 9º con la denominazione di League Two. 
La stagione regolare ha avuto inizio il 18 agosto 2012 e si è conclusa il 27 aprile 2013, mentre i play off si sono svolti tra il 2 ed il 18 maggio 2013. Ad aggiudicarsi la vittoria è stato il Gillingham, che dopo quarantanove anni è riuscito a vincere il secondo titolo di quarta divisione della sua storia ed a ritornare dopo quattro stagioni nella serie superiore. Le altre tre promozioni in Football League One, sono state invece conseguite dal Rotherham United (2º classificato), dal Port Vale (3º classificato) e dal Bradford City (vincitore dei play off). 
Capocannoniere del torneo è stato Tom Pope (Port Vale) con 31 reti.

## Stagione

### Novità
Al termine della stagione precedente, insieme ai campioni di lega dello Swindon Town (al secondo titolo di quarta divisione della loro storia), salirono direttamente in Football League One anche lo Shrewsbury Town (2º classificato) ed il neopromosso Crawley Town (3º classificato). Mentre il Crewe Alexandra, 7º classificato, raggiunse la promozione attraverso i play-off. L'Hereford United ed il Macclesfield Town, non riuscirono invece a mantenere la categoria e scesero in Conference League Premier.
Queste sei squadre furono rimpiazzate dalle quattro retrocesse dalla Football League One: Wycombe Wanderers, Chesterfield, Exeter City e Rochdale e dalle due promosse provenienti dalla Conference League Premier: Fleetwood Town (al debutto in Football League) e York City (quest'ultimo risalì dopo nove anni in quarta divisione).

### Formula
Le prime tre classificate venivano promosse direttamente in Football League One, insieme alla vincente dei play off a cui partecipavano le squadre giunte dal 4º al 7º posto. Mentre le ultime due classificate retrocedevano in Conference League Premier.

## Squadre partecipanti
| Squadra              | Stagione | Città                       | Stadio                             | Stagione precedente                             |
| -------------------- | -------- | --------------------------- | ---------------------------------- | ----------------------------------------------- |
| Accrington Stanley   | dettagli | Accrington                  | Crown Ground                       | 14º posto in Football League Two                |
| Aldershot Town       | dettagli | Aldershot                   | Recreation Ground                  | 11º posto in Football League Two                |
| AFC Wimbledon        | dettagli | Londra (Wimbledon)          | Kingsmeadow (Kingston upon Thames) | 16º posto in Football League Two                |
| Barnet               | dettagli | Londra (High Barnet)        | Underhill Stadium                  | 22º posto in Football League Two                |
| Bradford City        | dettagli | Bradford                    | Valley Parade                      | 18º posto in Football League Two                |
| Bristol Rovers       | dettagli | Bristol                     | Memorial Stadium                   | 13º posto in Football League Two                |
| Burton Albion        | dettagli | Burton upon Trent           | Pirelli Stadium                    | 17º posto in Football League Two                |
| Cheltenham Town      | dettagli | Cheltenham                  | Whaddon Road                       | 6º posto in Football League Two                 |
| Chesterfield         | dettagli | Chesterfield                | Proact Stadium                     | 22º posto in Football League One, retrocesso    |
| Dagenham & Redbridge | dettagli | Londra (Barking e Dagenham) | Victoria Road                      | 19º posto in Football League Two                |
| Exeter City          | dettagli | Exeter                      | St James Park                      | 23º posto in Football League One, retrocesso    |
| Fleetwood Town       | dettagli | Fleetwood                   | Highbury Stadium                   | 1º posto in Conference League Premier, promosso |
| Gillingham           | dettagli | Gillingham                  | Priestfield Stadium                | 8º posto in Football League Two                 |
| Morecambe            | dettagli | Morecambe                   | Globe Arena                        | 15º posto in Football League Two                |
| Northampton Town     | dettagli | Northampton                 | Sixfields Stadium                  | 20º posto in Football League Two                |
| Oxford United        | dettagli | Oxford                      | Kassam Stadium                     | 9º posto in Football League Two                 |
| Plymouth Argyle      | dettagli | Plymouth                    | Home Park                          | 21º posto in Football League Two                |
| Port Vale            | dettagli | Stoke-on-Trent (Burslem)    | Vale Park                          | 12º posto in Football League Two                |
| Rochdale             | dettagli | Rochdale                    | Spotland Stadium                   | 24º posto in Football League One, retrocesso    |
| Rotherham United     | dettagli | Rotherham                   | New York Stadium                   | 10º posto in Football League Two                |
| Southend United      | dettagli | Southend-on-Sea             | Roots Hall                         | 4º posto in Football League Two                 |
| Torquay United       | dettagli | Torquay                     | Plainmoor                          | 5º posto in Football League Two                 |
| Wycombe Wanderers    | dettagli | High Wycombe                | Adams Park                         | 21º posto in Football League One, retrocesso    |
| York City            | dettagli | York                        | Bootham Crescent                   | 4º posto in Conference League Premier, promosso |

## Classifica Finale
|  | Pos. | Squadra            | Pt | G  | V  | N  | P  | GF | GS | DR  |
|  | ---- | ------------------ | -- | -- | -- | -- | -- | -- | -- | --- |
|  | 1.   | Gillingham         | 83 | 46 | 23 | 14 | 9  | 66 | 39 | +27 |
|  | 2.   | Rotherham Utd      | 79 | 46 | 24 | 7  | 15 | 74 | 59 | +15 |
|  | 3.   | Port Vale          | 78 | 46 | 21 | 15 | 10 | 87 | 52 | +35 |
|  | 4.   | Burton Albion      | 76 | 46 | 22 | 10 | 14 | 71 | 65 | +6  |
|  | 5.   | Cheltenham Town    | 75 | 46 | 20 | 15 | 11 | 58 | 51 | +7  |
|  | 6.   | Northampton Town   | 73 | 46 | 21 | 10 | 15 | 64 | 55 | +9  |
|  | 7.   | Bradford City      | 69 | 46 | 18 | 15 | 13 | 63 | 52 | +11 |
|  | 8.   | Chesterfield       | 67 | 46 | 18 | 13 | 15 | 60 | 45 | +15 |
|  | 9.   | Oxford Utd         | 65 | 46 | 19 | 8  | 19 | 60 | 61 | -1  |
|  | 10.  | Exeter City        | 64 | 46 | 18 | 10 | 18 | 63 | 62 | +1  |
|  | 11.  | Southend Utd       | 61 | 46 | 16 | 13 | 17 | 61 | 55 | +6  |
|  | 12.  | Rochdale           | 61 | 46 | 16 | 13 | 17 | 68 | 70 | -2  |
|  | 13.  | Fleetwood Town     | 60 | 46 | 15 | 15 | 16 | 55 | 57 | -2  |
|  | 14.  | Bristol Rovers     | 60 | 46 | 15 | 12 | 19 | 60 | 69 | -9  |
|  | 15.  | Wycombe            | 60 | 46 | 17 | 9  | 20 | 50 | 60 | -10 |
|  | 16.  | Morecambe          | 58 | 46 | 15 | 13 | 18 | 55 | 61 | -6  |
|  | 17.  | York City          | 55 | 46 | 12 | 19 | 15 | 50 | 60 | -10 |
|  | 18.  | Accrington Stanley | 54 | 46 | 14 | 12 | 20 | 51 | 68 | -17 |
|  | 19.  | Torquay Utd        | 53 | 46 | 13 | 14 | 19 | 55 | 62 | -7  |
|  | 20.  | AFC Wimbledon      | 53 | 46 | 14 | 11 | 21 | 54 | 76 | -22 |
|  | 21.  | Plymouth           | 52 | 46 | 13 | 13 | 20 | 46 | 55 | -9  |
|  | 22.  | Dag & Red          | 51 | 46 | 13 | 12 | 21 | 55 | 62 | -7  |
|  | 23.  | Barnet             | 51 | 46 | 13 | 12 | 21 | 47 | 59 | -12 |
|  | 24.  | Aldershot Town     | 48 | 46 | 11 | 15 | 20 | 42 | 60 | -18 |

Legenda:
      Promosso in Football League One 2013-2014.
  Ammesso ai play-off.
      Retrocesso in Conference League Premier 2013-2014.
Regolamento:
Tre punti a vittoria, uno a pareggio, zero a sconfitta.
In caso di arrivo di due o più squadre a pari punti, la graduatoria verrà stilata secondo i seguenti criteri:
- differenza reti
- maggior numero di gol segnati

Note:

Barnet retrocesso per peggior differenza reti rispetto all'ex aequo Dagenham & Redbridge.

## Spareggi

### Play-off

#### Tabellone
|  | Semifinali | Semifinali       | Semifinali | Semifinali | Semifinali |  |  | Finale | Finale           | Finale |  |
|  |            |                  |            |            |            |  |  |        |                  |        |  |
|  | 7          | Bradford City    | 2          | 3          | 5          |  |  |        |                  |        |  |
|  | 4          | Burton Albion    | 3          | 1          | 4          |  |  | 7      | Bradford City    | 3      |  |
|  | 6          | Northampton Town | 1          | 1          | 2          |  |  | 6      | Northampton Town | 0      |  |
|  | 5          | Cheltenham Town  | 0          | 0          | 0          |  |  |        |                  |        |  |

#### Semifinali

##### Andata
| Arbitro: | James Adcock |

|                               |           |                       |
| Wells 38’ (rig.) Thompson 74’ | Marcatori | 22’ 28’ Zola 44’ Weir |

| Arbitro: | Mick Russell |

|               |           |  |
| O'Donovan 26’ | Marcatori |  |

##### Ritorno
| Arbitro: | Graham Scott |

|                    |           |                          |
| Maghoma 55’ (rig.) | Marcatori | 27’ 57’ Wells 50’ Hanson |

| Arbitro: | Andy Madley |

|  |           |               |
|  | Marcatori | 28’ Guttridge |

#### Finale
| Arbitro: | Keith Stroud |

|                                  |           |  |
| Hanson 15’ McArdle 19’ Wells 28’ | Marcatori |  |

## Statistiche

### Squadre

#### Primati stagionali
Squadre
- Maggior numero di vittorie: Rotherham United (24)
- Minor numero di vittorie: Aldershot Town (11)
- Maggior numero di pareggi: York City (19)
- Minor numero di pareggi: Rotherham United (7)
- Maggior numero di sconfitte: AFC Wimbledon, Barnet e Dagenham & Redbridge (21)
- Minor numero di sconfitte: Gillingham (9)
- Migliore attacco: Port Vale (87 gol fatti)
- Peggiore attacco: Aldershot Town (42 gol fatti)
- Miglior difesa: Gillingham (39 gol subiti)
- Peggior difesa: AFC Wimbledon (76 gol subiti)
- Miglior differenza reti: Port Vale (+35)
- Peggior differenza reti: AFC Wimbledon (-22)

Partite
- Partita con maggiore scarto di gol: Port Vale-Burton Albion 7-1 (6)
- Partita con più reti: Port Vale-Burton Albion 7-1 (8)

### Individuali

#### Classifica marcatori
Aggiornata al 18 maggio 2013
| Gol | Rigori |  | Giocatore          | Squadra          |
| --- | ------ |  | ------------------ | ---------------- |
| 31  |        |  | Tom Pope           | Port Vale        |
| 21  | 1      |  | Jamie Cureton      | Exeter City      |
| 18  | 4      |  | Nahki Wells        | Bradford City    |
| 18  | 3      |  | Daniel Nardiello   | Rotherham United |
| 16  | 4      |  | Rene Howe          | Torquay United   |
| 16  | 3      |  | Adebayo Akinfenwa  | Northampton Town |
| 15  | 3      |  | Jacques Maghoma    | Burton Albion    |
| 15  | 2      |  | Bobby Grant        | Rochdale         |
| 15  | 1      |  | Britt Assombalonga | Southend United  |
| 15  | 1      |  | Jack Redshaw       | Morecambe        |
| 15  | 1      |  | Jake Hyde          | Barnet           |